# 本土行動

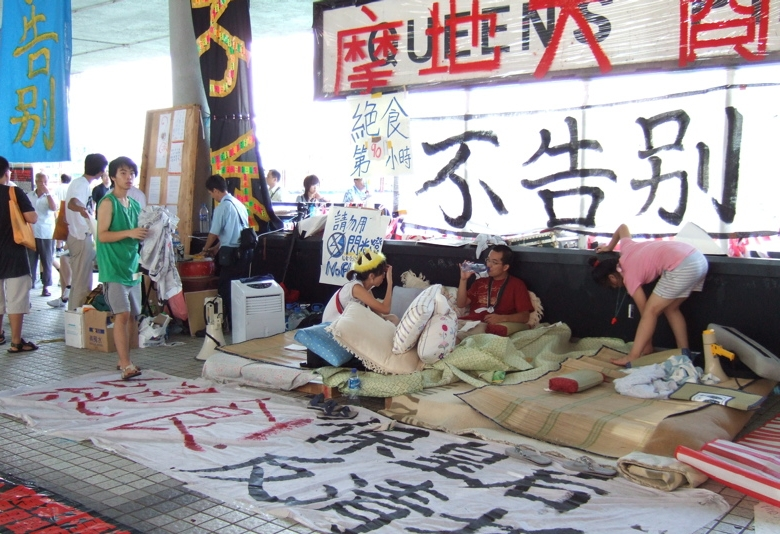
一班本土行動的成員

本土行動，是香港在2006年底出現的爭取城市規劃民主化的組織。本土行動於天星碼頭被拆卸後成立，並以保留皇后碼頭為行動焦點。他們進行過一些遊行、靜坐、集會、絕食及守衛碼頭等行動，亦有以出版刊物、網頁、錄像及文章等推廣其理念。其規模雖屬於小型，但行動受到社會廣泛關注。
本土行動主要成員約有三十人左右，以青年人及知識分子為主，但亦包括其他不同年齡及階層人士。